# Гура (Опольське воєводство)
Гура (пол. Góra, нім. Guhrau) — село в Польщі, у гміні Немодлін Опольського повіту Опольського воєводства.
Населення — 152 особи (2011).

## Демографія
Демографічна структура станом на 31 березня 2011 року:
|          | Загалом | Допрацездатний вік | Працездатний вік | Постпрацездатний вік |
| -------- | ------- | ------------------ | ---------------- | -------------------- |
| Чоловіки | 76      | 13                 | 56               | 7                    |
| Жінки    | 76      | 12                 | 43               | 21                   |
| Разом    | 152     | 25                 | 99               | 28                   |